# Ампецо
Ампѐцо (на италиански: Ampezzo; на фриулски: Dimpeç, Димпеч) е село и община в Северна Италия, провинция Удине, автономен регион Фриули-Венеция Джулия. Разположено е на 560 m надморска височина. Населението на общината е 1021 души (към 2010 г.).